# Morgantown (West Virginia)
Morgantown is een plaats (city) in de Amerikaanse staat West Virginia, en valt bestuurlijk gezien onder Monongalia County.

## Demografie
Bij de volkstelling in 2017 werd het aantal inwoners geschat op 30.547.
In 2010 is het aantal inwoners door het United States Census Bureau geschat op 28.343, een stijging van 2204 (7.8%).

## Geografie
Volgens het United States Census Bureau beslaat de plaats een oppervlakte van
26,2 km², waarvan 25,4 km² land en 0,8 km² water.

## Geboren
- Don Knotts (1924-2006), acteur
- David Selby (1941), acteur en auteur
- Andrew Morgan (1979), astronaut

## Plaatsen in de nabije omgeving
De onderstaande figuur toont nabijgelegen plaatsen in een straal van 12 km rond Morgantown.